# Nigtevecht
Nigtevecht est un village situé dans la commune néerlandaise de Stichtse Vecht, dans la province d'Utrecht. Le 1er janvier 2004, le village comptait 1 450 habitants.

## Géographie
Nigtevecht est situé sur le Vecht.

## Histoire
Nigtevecht a été une commune indépendante jusqu'au 1er janvier 1989. À cette date, la commune est rattachée à Loenen.

## Personnalités liées à la ville
- Tania Leon (1945-1996), militante anti-apartheid sud africaine, y est morte.